# 松尾敬宇
松尾 敬宇（まつお けいう / よしたか、1917年〈大正6年〉7月21日 - 1942年〈昭和17年〉5月31日）は、日本の海軍軍人。海兵66期。太平洋戦争におけるシドニー湾攻撃で特殊潜航艇「甲標的」艇長として戦死。二階級特進により最終階級は海軍中佐。

## 経歴

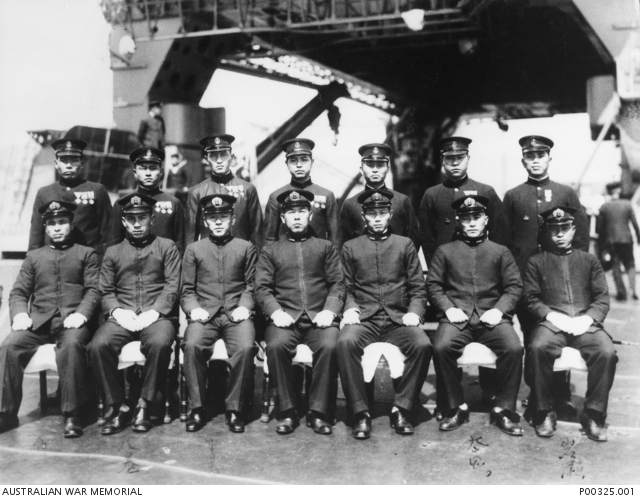
前列右3人目が松尾、その後ろに都竹正雄

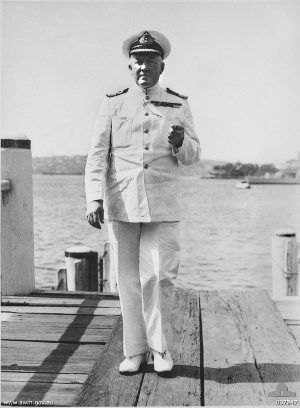
松尾らを海軍葬で丁重に埋葬したミュアヘッド=グールド少将

熊本県鹿本郡三玉村久原（現・山鹿市久原）出身。松尾鶴彦、まつ枝の次男として生まれる。父は八幡小学校校長、母も元小学校教師であり、厳格な家風で育った。
鹿本中学を経て、1938年（昭和13年）9月、海軍兵学校を卒業（66期）。特殊潜航艇（以下「特潜」 ）艇長として訓練を受け、日米開戦前に真珠湾を視察している。真珠湾攻撃においては予備指揮官として現地まで赴いた。
1942年（昭和17年）5月、シドニー湾攻撃に第二次特別攻撃部隊の「特潜」艇長として選ばれた。出撃に当たり呉の旅館で家族とともに最後のひと時を過ごし、父から短刀「菊池千本槍を短刀に直したもの」を託された。

### シドニー湾攻撃
1942年（昭和17年）5月31日、まず第一番に中馬兼四大尉と大森猛一曹の「特潜」が発進、続いて伴勝久中尉と芦辺守一曹の「特潜」が発進した。松尾大尉の「特潜」は三番目であった。中馬艇は途中で防潜網に引っかかって身動きができず、そのまま自爆を遂げた。伴艇は輸送船クッタブル（HMAS Kuttabul）を撃沈し、蘭潜K IX（K IX）を撃破するも、対空砲の砲撃の損傷で未帰還となった。
そして、松尾艇は艇前方を岸壁にぶつけたことで魚雷発射管が故障したため攻撃出来ず、艇を米重巡シカゴへ体当たりさせることで魚雷を爆発させようと図ったが、小接触におわり叶わなかった。その後、松尾は部下の都竹正雄二等兵曹（戦死後海軍兵曹長）とともに拳銃で自決した。

### 戦死後
その後、オーストラリア海軍により中馬艇と松尾艇は引き上げられ、1942年（昭和17年）6月9日、シドニー近郊のロックウッド・クリマトリア斎場にて遺体は海軍葬をもって葬られた。シドニー市内では彼ら敵国の軍人を丁重に弔うことに反対の声も大きかったが、オーストラリア海軍司令官・ジェラード・ミュアヘッド＝グールド少将は部下に対し、以下の様に演説した。
遺骨は駐オーストラリア公使・河相達夫に託され、戦時交換船の「鎌倉丸」により日本へ帰国した。
戦後の1965年（昭和40年）7月、80歳となった母・まつ枝のもとをオーストラリア連邦戦争記念館館長のマッグレース夫妻が訪ね、豪州訪問を持ちかけた。1968年（昭和43年）4月、まつ枝はオーストラリアを訪れた。シドニーでは海軍が出迎え、市内では大歓迎を受けた。19代オーストラリア首相のジョン・ゴートン、バート・ケリー海相と会談。また、引き揚げられた「特潜」が展示されている戦争記念館に到着すると、マッグレース館長より松尾が所持していた千人針が返還された。まつ枝は1980年（昭和55年）に95歳で死去した。
2002年（平成14年）11月、23代オーストラリア首相・ロバート・ホークが墓に献花した。唯一、行方不明となっていた伴艇は2006年（平成18年）12月、シドニー湾沖5.6km、水深70ｍの海底にて発見された。

### その他
- 熊本県は、2005年（平成17年）、松尾中佐の出撃を描いたアニメ映画「平和への誓約」を製作。監督は三池崇史。
- 菊池城に、松尾の胸像が建っている。
- 菊池神社歴史館には松尾が使っていた制服やシドニーのマッグレース館長から手渡された千人針等の遺品が展示されている。

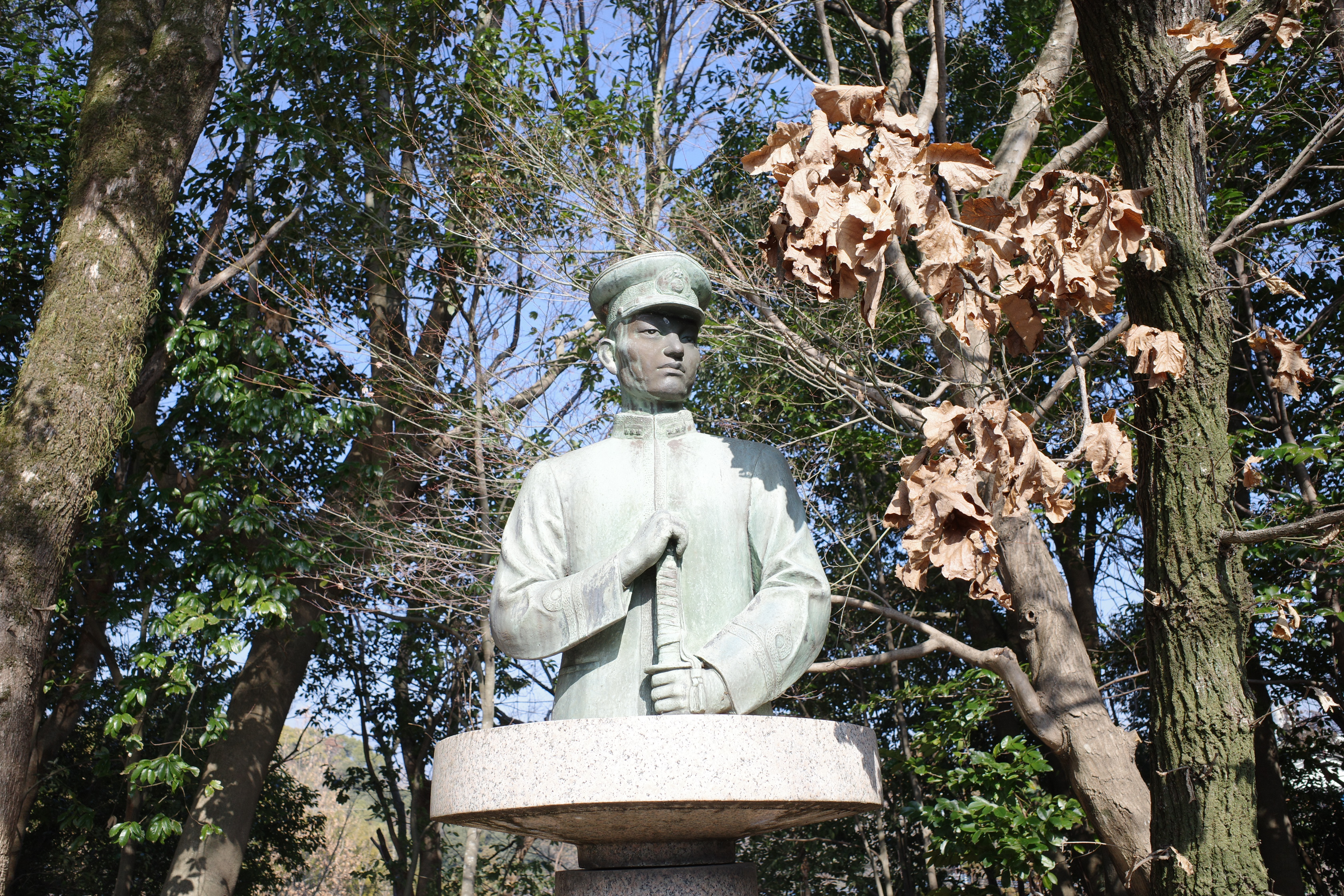
松尾敬宇胸像（菊池神社参道横）

## 年譜

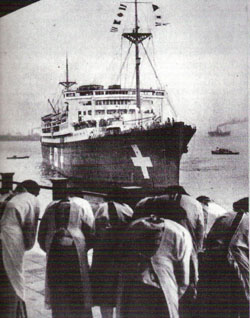
松尾らの遺骨を乗せて横浜港へ入港した戦時交換船「鎌倉丸」と、お辞儀をして迎える人々。

- 1938年（昭和13年）9月27日 - 海軍兵学校卒業（66期）
- 1939年（昭和14年）6月 - 海軍少尉・戦艦「長門」乗組
- 1940年（昭和15年）
  - 5月 - 駆逐艦「大潮」乗組
  - 11月 - 海軍中尉・駆逐艦「野風」乗組
- 1941年（昭和16年）
  - 4月 - 空母「千代田」乗組
  - 5月 - 特殊潜航艇「甲標的」講習
  - 12月 - ハワイ真珠湾攻撃、第一次特別攻撃隊に指揮官付として参加
- 1942年（昭和17年）
  - 5月 - 海軍大尉。「特潜」艇長としてシドニー湾を襲撃し、戦死。二階級特進により海軍中佐。
  - 6月4日 - オーストラリア海軍、特殊潜航艇を引き揚げる。
  - 6月5日 - 大本営、「特潜」でのシドニー攻撃を発表。
  - 6月9日 - オーストラリア海軍海軍葬
  - 10月9日 - 戦時交換船「鎌倉丸」横浜に到着。日章旗で覆われた遺骨が遺族に届けられる。

## 関連書籍
- 豊田穣『海軍特別攻撃隊』集英社文庫 ISBN 4-08-750339-9